# دالتون (نيوهامشير)
دالتون (بالإنجليزية: Dalton, New Hampshire)‏ هي بلدة أمريكية تقع في الولايات المتحدة في مقاطعة كوس (نيوهامشير). يقدر عدد سكانها بـ 979 نسمة ومساحتها 72.6 كم2وترتفع عن سطح البحر 279 متر.